# ゴチャ・まぜっ!火曜日 (2011年から2014年まで)
ゴチャ・まぜっ!火曜日（ごちゃまぜかようび）は、MBSラジオ（旧・毎日放送ラジオ）で放送されていたラジオ番組。
本項では2011年から2014年にかけて放送された内容について記載する。他の時期に放送された内容についてはゴチャ・まぜっ!火曜日 (2005年から2006年まで)もしくはゴチャ・まぜっ!火曜日 (2006年から2009年まで)を参照のこと。
2005年から2009年にかけて金曜深夜に放送された『ゴチャ・まぜっ!金スペ』（ごちゃまぜきんすぺ）、2009年から2011年にかけて土曜深夜に放送された『もっともゴチャ・まぜっ!』についても記載する。2006年10月から2009年1月まで『金スペ』で放送されていたミニコーナーの出演者及び内容ついては、ゴチャ・まぜっ!のミニコーナーを参照のこと。

## 概要
2005年秋に帯番組としてスタートしたラジオ番組『ゴチャ・まぜっ!』の金曜版『ゴチャ・まぜっ!金スペ』として、2005年10月8日に番組スタート。
出演者には2005年9月まで同局で放送されていた『シャカリキ!延長戦V3』の出演者であるよゐこの濱口優、吉岡美穂、FLAMEの伊崎右典の3人に加えて、濱口の相方である有野晋哉とmisinoが起用された。以前よゐこが出演していたラジオ番組『MBSヤングタウン』や『オレたちやってま〜す』で行われていたコーナーである「よゐこの芸能日記」が復活しており、それらの番組の流れも汲んでいる。
2009年春に『ゴチャ・まぜっ!』が帯番組から土曜深夜の時間帯に集中して放送されるスタイルに変更されたのに伴い、『ゴチャ・まぜっ!金スペ』も4月3日をもって終了。出演者のよゐこ、加藤和樹の3人は2009年4月12日からスタートとなった『もっともゴチャ・まぜっ!』に引き続き出演することとなり、番組内容も引き継がれた。
2011年10月26日放送分より放送曜日が毎週水曜日（火曜深夜）に変更され、『ゴチャ・まぜっ!火曜日』となった。
『ゴチャ・まぜっ!』の名前を冠する番組の中では、原則として毎週異なるゲスト出演者が登場するのが特徴。基本的には若手タレントが登場するが、時には新沼謙治や森昌子のような大物タレントが登場することもあった。
2014年3月26日放送分をもって終了し、よゐこは『オレたちゴチャ・まぜっ!』に、河北麻友子は『アッパレやってまーす!』に引き続き出演する。

## 放送時間
ゴチャ・まぜっ!火曜日
- 2011年10月26日 - 2014年3月26:水曜日1時00分 - 2時00分（火曜深夜）

もっともゴチャ・まぜっ!
- 2010年10月10日 - 2011年10月23日:日曜日1時00分 - 2時00分（土曜深夜）
- 2010年4月11日 - 2010年10月4日:日曜日1時20分 - 2時10分
- 2009年4月12日 - 2010年4月4日:日曜日1時10分 - 2時00分

ゴチャ・まぜっ!金スペ
- 2006年4月8日 - 2009年4月4日:土曜日0時00分 - 1時00分（金曜深夜）
- 2005年10月8日 - 2006年4月1日:土曜日1時00分 - 2時00分

## 出演者

### 最終回時の出演者
- よゐこ（濱口優・有野晋哉）
- 加藤和樹
- 河北麻友子
- 石田晴香（AKB48）
- 佐藤すみれ（AKB48）
- 大橋彩香

### ゴチャ・まぜっ!金スペ
| 放送期間       | 放送期間      | 出演者                     | 出演者   | 出演者           | 出演者       | 出演者     |
| -------------- | ------------- | -------------------------- | -------- | ---------------- | ------------ | ---------- |
| 2005年10月8日  | 2007年1月13日 | よゐこ (濱口優 ・有野晋哉) | 吉岡美穂 | 伊﨑右典 (FLAME) | misono       |            |
| 2007年1月20日  | 2007年4月7日  | よゐこ (濱口優 ・有野晋哉) |          | 伊﨑右典 (FLAME) | misono       | 足立沙織   |
| 2007年4月14日  | 2007年10月6日 | よゐこ (濱口優 ・有野晋哉) | 佐藤里香 | 伊﨑右典 (FLAME) | misono       |            |
| 2007年10月13日 | 2008年4月5日  | よゐこ (濱口優 ・有野晋哉) | 加藤和樹 | 加藤和樹         | 大久保麻理子 | 時東ぁみ   |
| 2008年4月11日  | 2008年10月4日 | よゐこ (濱口優 ・有野晋哉) | 加藤和樹 | 加藤和樹         | 別府あゆみ   | 安藤成子   |
| 2008年10月10日 | 2009年4月34   | よゐこ (濱口優 ・有野晋哉) | 加藤和樹 | 加藤和樹         | 夏目ナナ     | 広村美つ美 |

### もっともゴチャ・まぜっ!
| 放送期間       | 放送期間       | 出演者                    | 出演者   | 出演者           | 出演者     | 出演者   | 出演者     | 出演者 |
| -------------- | -------------- | ------------------------- | -------- | ---------------- | ---------- | -------- | ---------- | ------ |
| 2009年4月12日  | 2009年9月6日   | よゐこ (濱口優・有野晋哉) | 加藤和樹 | ボビー・オロゴン | 西脇彩華   | 西脇彩華 | 笹倉美波   |        |
| 2009年9月13日  | 2010年4月34    | よゐこ (濱口優・有野晋哉) | 加藤和樹 | ボビー・オロゴン | 西脇彩華   | 西脇彩華 | 井村あみ   |        |
| 2010年4月11日  | 2010年7月11日  | よゐこ (濱口優・有野晋哉) | 加藤和樹 | ボビー・オロゴン | 長沼静     | 長沼静   | 松山メアリ |        |
| 2010年7月18日  | 2010年8月31日  | よゐこ (濱口優・有野晋哉) | 加藤和樹 | ボビー・オロゴン |            |          | 松山メアリ |        |
| 2010年8月8日   | 2010年10月17日 | よゐこ (濱口優・有野晋哉) | 加藤和樹 | ボビー・オロゴン | 松本さゆき | 次原かな | 松山メアリ |        |
| 2010年10月24日 | 2011年10月26日 | よゐこ (濱口優・有野晋哉) | 加藤和樹 | ボビー・オロゴン | 松本さゆき | 次原かな | 清水富美加 |        |

### ゴチャ・まぜっ!火曜日
| 放送期間      | 放送期間      | 出演者                    | 出演者   | 出演者     | 出演者           | 出演者             | 出演者   |
| ------------- | ------------- | ------------------------- | -------- | ---------- | ---------------- | ------------------ | -------- |
| 2011年11月2日 | 2012年4月11日 | よゐこ (濱口優・有野晋哉) | 加藤和樹 | 岡田佑里恵 | 岡田佑里恵       | 西田麻衣           | 西田麻衣 |
| 2012年4月18日 | 2013年4月10日 | よゐこ (濱口優・有野晋哉) | 加藤和樹 | 篠崎愛     | 西川瑞希         | 宮崎美穂 (AKB48)   | 大橋彩香 |
| 2013年4月17日 | 2014年3月26日 | よゐこ (濱口優・有野晋哉) | 加藤和樹 | 河北麻友子 | 石田晴香 (AKB48) | 佐藤すみれ (AKB48) | 大橋彩香 |

## コーナー

### 現在のコーナー
お便りのコーナー
普通のお便りを紹介するコーナー。投稿の読み上げは濱口が担当。「六歳でもわかる広辞苑」終了後は、ゲスト出演者はこのコーナーから登場するようになった。

### 過去のコーナー
新・よゐこの芸能日記メビウス ← 新・よゐこの芸能日記マックス
よゐこの二人がこの一週間に出会った芸能人を、エピソードと共に作文形式で濱口、有野の順番に紹介するコーナー。よゐこ出演のTV番組『よゐこ部』にゲストが出演するようになって以降は、その出演者のエピソードが主に取り上げられていたが、『よゐこ部』終了と共にこちらも行われなくなった。
コーナー冒頭には濱口がよゐこの近況をネタにした自己紹介文を読み上げる。この紹介文は番組放送作家の鹿児島俊光によるもの。
『MBSヤングタウン』から『オレたちやってま〜す』にかけて行われていたコーナーで、『金スペ』スタート時にBGMを変更したうえで復活。
『ヤングタウン』時代に「ダイナ」が付いて以降、同時期に毎日放送で放送されているアニメ・特撮作品の名前がコーナータイトルの後ろに付くのが慣習となっている。ダイナ以後は「ガイア」・「ゾイド」・「コスモス」・「マックス」で、『ウルトラマンメビウス』放送開始の2006年4月に現在のタイトルに改題されて以降はそのまま固定されている。
2007年2月には「よゐこの芸能日記（ISBN 4054033245）」のタイトルで単行本化された。
六歳でもわかる広辞苑
『クイズタイムショック』の要領で発表される10個の言葉を、濱口、吉岡美穂、misonoの3人が持ち回りで、六歳の子供にでもわかるような言葉で説明するコーナー。進行やお題の発表は有野が担当し、コーナーの最後にはFLAME右典が「ナイス広辞苑」を選出する。
ゲストコーナーを兼ねており、ゲスト出演者とのトーク後に行われていたが、GyaOでの動画配信終了と同時に終了となった。
ファンファンファン
リスナーが想像した、いろいろなファンの姿を募集するコーナー。番組最初期に行われていた。

## 話題

### 番組名について
帯番組時代は、この金曜日のみ番組名が『ゴチャ・まぜっ!金曜日』ではなく、『ゴチャ・まぜっ!金スペ』となっていた。これは、放送スタート時に前の時間帯で放送されていた『ゴーゴーモンキーズSPどーだ!ますだおかだ』と同じ扱いで、番組表では他曜日と別番組扱いになっていたが番組内容に大きな違いはなかった。
ただし、番組開始当初は収録風景が動画で配信されていたり、番組ホームページのスタジオ写真館に掲載される収録風景が、ミニコーナー枠のみ掲載されていたなどの違いがあった。

### 動画配信について
前述の通り、番組スタート時から2006年10月6日放送までは、この『金スペ』でのみUSENグループが番組スポンサーを務め、同グループ運営のパソコンテレビサイト・GyaOのバラエティチャンネルで、放送終了2時間後から番組の動画が無料で配信されていた。著作権の問題でmisonoやFLAME、ゲストのアーティストの曲は曲振りを含めカットされるが、ラジオ放送では時間の都合でカットされたトーク箇所がそのまま放送されていた。
USENグループの提供終了と共に動画配信も終了されたが、この事について番組中で事前に告知される事は無く、以後触れられることも無かった。

### その他
- 2006年秋の改編期に、毎日放送ラジオのホームページにおける番組表でmisonoから時東ぁみへの出演者変更が発表されたが、その後この表記は消滅しmisonoが残留することになった。時東は翌年の2007年秋の改編期で正式にレギュラーとなった。
- 2008年6月7日 - 7月12日:よゐこ有野が肺膿瘍で入院したため欠席。なお5月23日と30日も別の仕事のため欠席していた。
- 2010年11月7日:6日の日本シリーズ中継が延長して放送終了時間が午前0時10分になり、本来は『まだまだゴチャ・まぜっ!〜集まれヤンヤン〜』が放送時間を短縮するが、短縮しても放送時間が足りない為「まだまだ」を50分間放送し当番組は放送休止となった。
- 2011年3月13日/20日:東北地方太平洋沖地震の影響で特別編成となり放送が休止された。26日放送回は地震発生後に収録した内容を放送し 4月3日には3月13日放送予定回を、4月10日には3月20日放送予定回をそれぞれ放送[22][出典無効]。

## スタッフ
- プロデューサー：神津梓
- 放送作家 ：鹿児島俊光